# Cosimo Terlizzi
Cosimo Terlizzi (Bitonto, 1973) è un regista e artista italiano. È principalmente noto per aver diretto il film Dei nel 2018.

## Biografia
Nasce a Bitonto nel 1973. Dopo aver frequentato l’Istituto d’Arte di Bari, nei primi anni '90 si trasferisce a Bologna dove intraprende un percorso di studi e ricerca al DAMS Arte frequentando al contempo l’Accademia di Belle Arti. Mentre segue le lezioni di estetica e di semiologia rispettivamente di Luciano Nanni e di Paolo Fabbri, entra gradualmente nella scena culturale bolognese, vari collettivi artistici, e alcuni movimenti politici e attivisti. A questa giovane e centrale esperienza di vita viene dedicato il suo primo documentario Aiuto! Orde barbare al Pratello (in riferimento all'omonimo rione).
Tra il  2004 e il 2008 realizza la docu-fiction Murgia 3 episodi, un road-movie in tre episodi nel Parco nazionale dell'Alta Murgia.
Dal 2010 si trasferisce con il compagno e collaboratore Damien Modolo a La Chaux-de-Fonds, in Svizzera, per poi tornare alla sua terra natale nel 2015 e dare vita al progetto di Lamia Santolina a Carovigno.
Tra il 2010 e il 2012 realizza due documentari, Folder e L’uomo doppio, che affrontano temi vicini e vicende personali del regista.
Nel 2013 realizza il videoclip per la canzone She draws di Benjamin Tenko.
Nel 2015 realizza Aurora, un percorso di creazione, realizzato con Alessandro Sciarroni, e nel 2019 Dentro di te c’è la terra. Nel 2022 pubblica Cinque uomini, un diario aldilà della scena.
La prima esperienza di Cosimo Terlizzi nella fiction e nel cinema arriva con il film Dei, del 2018.

### Fotografia
Dopo una prima formazione accademica nell’ambito della pittura, l’artista si avvicina alla fotografia, strumento che gli permetterà passare infine al cinema. A differenza della pittura, nel lavoro di Terlizzi la fotografia resta ancora oggi una pratica attiva.
Le sue opere sono state esposte in diversi musei come il Centre Pompidou (Parigi), il Centre for Contemporary Art (Varsavia), il National Museum di Breslavia (Polonia), Galerie C (Neuchâtel), il MAMBo (Bologna), la Fondazione Merz (Torino), la Galleria Civica d’Arte Contemporanea (Trento), il MACRO (Roma), il Palazzo delle Esposizioni di Roma, la Traffic Gallery (Bergamo). Le sue opere cinematografiche sono state presentate in vari Festival quali l' International Film Festival Rotterdam, il Festival d’Automne (Parigi), Kunstenfestivaldesarts (Brussel), Torino Film Festival, Festival internazionale del cinema di Mar del Plata, London Int. Documentary Festival, Festival Internazionale del Cinema di Roma e Homo Novus Festival di Riga e alla Biennale di Venezia.

## Filmografia

### Documentari
- Aiuto! Onde barbare al pratello (1996)
- S.N. Via senza nome casa senza numero (2007)
- Murgia tre episodi (2008)
- Folder (2010)
- Il solstizio di san Giovanni Battista (2010)
- L'uomo doppio (2012)
- Aurora, un percorso di creazione (2015)
- Dentro di te c'è la terra (2019)

### Lungometraggi
- Dei (2018)

### Videoclip
- Fratelli Fava, per il brano Jongleur di Christian Rainer (2007)